# Eva Santos
Eva Santos Bouzas es una directora creativa y publicista española que fue incluida en la lista Forbes de los cien personas más creativas del mundo empresarial y nombrada en 2017 como una de las Women to Watch Europe por Advertising Age.

## Trayectoria
Santos estudió Publicidad y Relaciones Públicas en la Universidad Autónoma de Barcelona. Inició su carrera en la publicidad en 2001 en la agencia Barcelona Virtual, que fue una de las primeras digitales de España. Tres años después pasó a formar parte de la agencia de publicidad Proximity donde ha desarrollado gran parte de su carrera y de la que se convirtió en su responsable creativa tanto a nivel nacional como en toda su red. En 2020 fundó la empresa Delirio & Twain junto a Consuelo Bolea, Mauricio Rocha y Alejandro Fernández.
Ha sido docente en varias universidades españolas e impartido conferencias sobre creatividad e igualdad en países como Taiwán, Uruguay, Argentina o Colombia. En 2017 se convirtió 2017 en la presidenta del festival de innovación Inspirational organizado por la asociación IAB Spain. También ha sido miembro del jurado de diversos festivales de publicidad en todo el mundo, como el One Show, el Festival Internacional de la Creatividad de Cannes o el Festival El Sol así como presidenta del jurado en El ojo de Iberoamérica, el Fiap y el Lisbon Ad Internacional Festival.
En 2016 fundó, junto a otras creativas publicitarias, la plataforma colaborativa independiente Más mujeres creativas, con el objetivo promover la visibilidad e igualdad de oportunidades de las creativas publicitarias. En 2020 formó parte de varios movimientos sociales en respuesta a las consecuencias de la COVID-19, siendo una de las fundadoras de la plataforma ciudadana15 Días Para y del proyecto Survivors 19, que puso en marcha junto con otros creativos y artistas para denunciar la discriminación que sufrieron las personas mayores en el acceso hospitalario durante la pandemia.

## Reconocimientos
Su carrera como publicista ha sido reconocida con más de 100 premios. En 2016 fue elegida la profesional de marketing y publicidad sub 41 del año por el Club de Jurados de los Premios Eficacia y por la revista Anuncios como la “Mujer a seguir” en la publicidad.
En 2017 fue incluida en la One Hundred List de la revista Adweek, donde fue reconocida como uno de los 10 líderes mundiales creativos que estaba reinventando la industria publicitaria. Ese mismo año, también fue incluida en la lista de Women to Watch Europa de Ad Age y en la lista Magnificent Advertising Creatives elaborada por Marketing Communication News, siendo el único creativo español en hacerlo. Además, en 2017 formó parte del TOP 15 de las mejores directoras creativas latinas del año y en el TOP 5 de las mejores directoras creativas.
En 2018 fue nombrada la publicista del año por la Real Academia de la Publicidad además de ser incluida en la lista Forbes de las 100 personas más creativas dentro del mundo de los negocios. En 2019 Santos fue la profesional más reconocida del sector publicitario, por detrás de Mónica Moro, según los resultados del  estudio bianual que analiza las tendencias del mercado publicitario Agency Scope de Scopen. En 2020 fue incluida en el Top 10 de los mejores directores creativos del mercado latino y recibió el premio de honor del Smile Festival.